# سیارک ۱۵۱۰۷
سیارک ۱۵۱۰۷ (به انگلیسی: 15107 Toepperwein، نامگذاری:2000CR49) پانزده هزار و صد و هفتمین سیارک کشف شده‌است که در ۲ فوریه ۲۰۰۰ کشف شد.
قدر مطلق سیارک برابر ۱۸.۶ است.